# 1740年4月8日の海戦
1740年4月8日の海戦（英語: Action of 8 April 1740）はジェンキンスの耳の戦争中におきた、パルロ・アグスティーノ・デ・ゲラ率いるスペインの3等艦プリンセサとイギリス小艦隊（いずれも70門3等艦であったケント、レノックス、オーフォード、指揮官はレノックスの艦長コルヴィル・メイン）の間の戦闘。追跡戦ののち、プリンセサは拿捕され、イギリス海軍に編入された。

## 背景

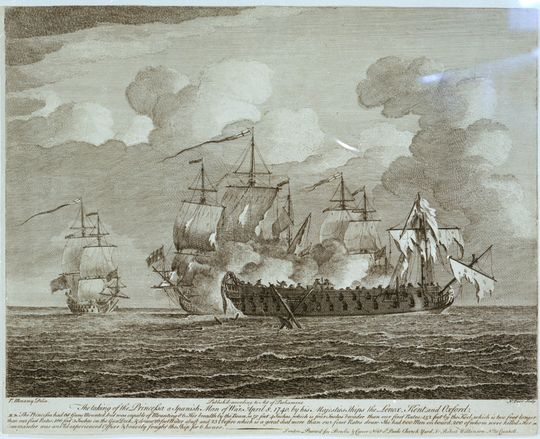
戦闘の版画、ピーター・モナミー作。

1740年3月25日、イギリス海軍本部にスペイン船2隻がブエノスアイレスを発ってスペインに向けて航行している、との知らせがもたらされた。命令がポーツマスへ下され、船3隻で構成された小艦隊、すなわち70門艦のケント、レノックス、オーフォードがレノックスの艦長コルヴィル・メインを指揮官として迎撃しようとした。サー・ジョン・バルチンの艦隊の一部であった小艦隊にリッポンとセント・オールバンズの2隻が合流、3月29日の午前3時にポーツマスを発ってイギリス海峡を下った。しかしリッポンとセント・オールバンズは4月5日に艦隊からはぐれ、メインは航速を下げて待ったものの合流できなかった。8日、メインの小艦隊がザ・リザードから南西300マイルのところを巡航している最中、北のほうに船が通っているところが発見された。

## 戦闘
小艦隊は船に追い付くと、その船がドン・パルロ・アグスティーノ・デ・ゲラ率いる、乗員650の64門艦プリンセサであることが判明した。イギリス艦隊が午前10時に追跡を始めると、プリンセサは掲揚していたフランス国旗を降ろして、代わりにスペイン国旗を掲揚した。メインは「国からの俸給を受け取った以上、あなたたちは国のためにどんな危険にも立ち向かうと承諾した。今がその試練である。男らしく戦え、勇気だけがあなたの望みだ。」（When you received the pay of your country, you engaged yourselves to stand all dangers in her cause. Now is the trial; fight like men for you have no hope but in your courage.）と言った。2時間半続いた追跡ののち、イギリス艦隊はプリンセサに追いつき、艦側砲での砲撃戦を始めた。やがてプリンセサは航行不能に陥ったが、イギリス艦隊はプリンセサが降伏するまで砲撃を続けた。両軍の損害はプリンセサが戦死33、負傷約100、ケントは戦死8、オーフォードは戦死8、レノックスは戦死1だった。イギリス艦隊の負傷者は40人でケントのデュレル艦長（Durell）も含まれていた。彼は戦闘で片腕を失った。
スペイン側の資料によると、プリンセサは戦闘以前にはすでに損傷していた。プリンセサはイギリス船3隻が追跡してくる中、6時間もの戦闘を経てようやく降伏した。プリンセサはレノックスを大きく損傷させ、ケントを追い払ったが、3隻目の敵艦には敵わず降伏した。プリンセサの損害は戦死70と負傷80であった。その後、プリンセサはポーツマスまで連行されて修理を受け、以降イギリス海軍に使われた。

## その後
プリンセサは1740年5月8日にポーツマスに入港した。海軍本部は1741年4月21日にプリンセサの購入を命じ、7月14日に5,418ポンド11シリング6ペンス3ファージングで実行された。プリンセサには1741年7月から1742年3月まで、36,007ポンド2シリング10ペンスかかった大規模な修理が行われた。プリンセサが自身と同じ等級の戦艦3隻を相手に勇敢に抵抗したことは多くの賞賛を受けた。同時代の記録によると、プリンセサは当時のイギリス1等艦よりも大きく、通常よりも大きい大砲を積載しており、その多くが黄銅製であった。プリンセサはスペイン海軍最良の戦艦とされ、艦体が高かったため船の下部にある大砲も状況によっては敵が同じ行動をとれない場合でも砲撃を行うことができた。プリンセサは艦名をプリンセス（Princess）に変更され、1784年12月30日にポーツマスで解体されるために売却されるまでイギリス海軍に就役し続けた。